# Шугай
Шугай, шугайка, шуга́ец, шугайчик, шугаёк, шуга́ишка — старинная русская национальная женская одежда.
Шугай — короткая верхняя одежда, род суконной или ситцевой, шелковой, даже парчевой короткопо́лой кофты с рукавами, с отложным круглым воротником и с застежками, с перехватом и с ленточной оторочкой кругом. Единственная приталенная женская одежда в допетровской России. Шугай имел вид кофты с отрезной по талии спинкой. В передней части шугая был диагональный разрез. Сзади нижняя часть шугая (баска) от талии была собрана в пышные сборки.
Шугай имел длину до бедер. Длинные сужающиеся рукава собирались от кисти руки до локтя в мелкие складки. Шугай мог иметь меховой воротник или меховую опушку.
Его носили внакидку и в рукава. К шугаю надевали юбку, платок на шею, концами под шугай, и платок на голову; это бывшая одежда старух, в городах. Часто надевали только в один левый рукав, накидывали его на правое плечо и придерживали правой рукой.
Бугай — разновидность шугая без рукавов. Северо-восточное женское верхнее платье лёгкой ткани, полное и бористое, долгий шугай называлось Холодник.